# Leichtathletik-Weltmeisterschaften 2019/Teilnehmer (Türkei)
| Gelbes Symbol für Goldmedaillen mit stilisierten Olympischen Ringen | Graues Symbol für Silbermedaillen mit stilisierten Olympischen Ringen | Braundes Symbol für Bronzemedaillen mit stilisierten Olympischen Ringen |
| ------------------------------------------------------------------- | --------------------------------------------------------------------- | ----------------------------------------------------------------------- |
| —                                                                   | —                                                                     | —                                                                       |

Der Leichtathletikverband der Türkei will an den Leichtathletik-Weltmeisterschaften 2019 in Doha teilnehmen. 20 Athletinnen und Athleten wurden vom türkischen Verband nominiert.

## Ergebnisse

### Frauen

#### Laufdisziplinen
| Athletin          | Disziplin        | Vorlauf      | Vorlauf | Halbfinale | Halbfinale | Finale    | Finale |
| Athletin          | Disziplin        | Zeit         | Platz   | Zeit       | Platz      | Zeit      | Platz  |
| ----------------- | ---------------- | ------------ | ------- | ---------- | ---------- | --------- | ------ |
| Elvan Abeylegesse | Marathon         |              |         |            |            | DNF       | DNF    |
| Fadime Çelik      | Marathon         |              |         |            |            | DNF       | DNF    |
| Tuğba Güvenç      | 3000 m Hindernis | 10:13,79 min | 42      |            |            | DNQ       | DNQ    |
| Özlem Kaya        | 3000 m Hindernis | 9:48,08 min  | 32      |            |            | DNQ       | DNQ    |
| Meryem Bekmez     | 20 km Gehen      |              |         |            |            | 1:39:36 h | 24     |
| Ayşe Tekdal       | 20 km Gehen      |              |         |            |            | DSQ       | DSQ    |

#### Sprung/Wurf
| Athletin    | Disziplin   | Qualifikation | Qualifikation | Finale     | Finale |
| Athletin    | Disziplin   | Weite/Höhe    | Platz         | Weite/Höhe | Platz  |
| ----------- | ----------- | ------------- | ------------- | ---------- | ------ |
| Emel Dereli | Kugelstoßen | 17,71 m       | 16            | DNQ        | DNQ    |
| Eda Tuğsuz  | Speerwurf   | 58,28 m       | 20            | DNQ        | DNQ    |

### Männer

#### Laufdisziplinen
| Athlet | Disziplin    | Vorlauf | Vorlauf | Halbfinale | Halbfinale | Finale     | Finale |
| Athlet | Disziplin    | Zeit    | Platz   | Zeit       | Platz      | Zeit       | Platz  |
| --- | ------------ | ------- | ------- | ---------- | ---------- | ---------- | ------ |
| Ramil Guliyev | 200 m        | 20,27 s | 12      | 20,16 s    | 6          | 20,07 s    | 5      |
| Polat Kemboi Arıkan | Marathon     |         |         |            |            | DNF        | DNF    |
| Mert Girmalegesse | Marathon     |         |         |            |            | DNF        | DNF    |
| Yasmani Copello | 400 m Hürden | 49,75 s | 16      | 48,39 s SB | 3          | 48,25 s SB | 6      |
| Salih Korkmaz | 20 km Gehen  |         |         |            |            | 1:27:35 h  | 5      |
| - Emre Zafer Barnes - Ramil Guliyev - Jak Ali Harvey - Kayhan Özer nicht auf Startlisten: - Aykut Ay - Yiğitcan Hekimoğlu | 4 × 100 m    | DSQ V   | DSQ V   |            |            | –          | –      |

#### Sprung/Wurf
| Athlet        | Disziplin  | Qualifikation | Qualifikation | Finale     | Finale |
| Athlet        | Disziplin  | Weite/Höhe    | Platz         | Weite/Höhe | Platz  |
| ------------- | ---------- | ------------- | ------------- | ---------- | ------ |
| Necati Er     | Dreisprung | 16,87 m       | 12            | 16,34 m    | 11     |
| Özkan Baltacı | Hammerwurf | 73,19 m       | 20            | DNQ        | DNQ    |